# 타트바
타트바란 우주가 프리티비(땅), 아파스(물), 테자스(불), 바유(바람), 아카샤(허공)의 5가지 요소로 구성되어있다는 힌두교 사상이다. 불교의 오대 사상은 이 타트바를 불교식으로 재구성한 것이다.

## 요소
- 프리티비 : 땅의 원소.
- 아파스 : 물의 원소.
- 테자스 : 불의 원소.
- 바유 : 바람의 원소.
- 아카샤 : 허공을 구성하는 제5원소.

## 같이 보기
- 고대 원소
- 오대